# Gaudiano (Sänger)
Gaudiano (* 3. Dezember 1991 in Foggia als Luca Gaudiano) ist ein italienischer Popsänger.

## Werdegang
Gaudiano lernte als Jugendlicher auf Anregung seines Vaters Gitarre. In Rom und Mailand studierte er später Theater und Musik und begann eine Zusammenarbeit mit dem Produzenten Francesco Cataldo. Ende 2020, inmitten der COVID-19-Pandemie, debütierte er mit dem Lied Le cose inutili. Mit dem Lied Polvere da sparo durchlief er anschließend die Auswahl von Sanremo Giovani und konnte sich im Finale für die Newcomer-Kategorie des Sanremo-Festivals 2021 qualifizieren. Daraus ging er schließlich als Sieger hervor.

## Diskografie
Lieder
- Le cose inutili (2020)
- Acqua per occhi rossi (2020)
- Polvere da sparo (2020)